# Josefina Marpons
Josefina Marpons (1910-1979) fue una escritora, periodista, política y activista socialista argentina, que dedicó buena parte de su obra al estudio del rol de la mujer en el ámbito laboral.
Nació en Montevideo, Uruguay, adoptando más tarde la nacionalidad argentina. Inició su actividad periodística en la década de 1920, escribiendo para varias publicaciones gráficas. Entre 1933 y 1937 participó como columnista en la revista Vida Feminista, escribiendo también en el semanario Mundo Argentino, perteneciente a la Editorial Haynes entre 1936 y 1937 un total de 62 notas, compiladas poco después por la editorial chilena Ercilla y editadas en el libro La mujer que trabaja. En sus escritos, se dedicó a denunciar la opresión social que padecían las mujeres, haciendo especial foco en la participación femenina en el mercado laboral.
En 1958 y junto con Alcira de la Peña, fue una de las dos primeras mujeres elegidas para integrar el concejo deliberante de la Municipalidad de la Ciudad de Buenos Aires. Lleva su nombre un espacio verde de dicha ciudad, en el barrio de Puerto Madero, por designación de la legislatura porteña.